# Сільвія Кроулі
Сільвія Кроулі Мілбрі (уроджена Кроулі; нар. 27 вересня 1972) — колишня американська професійна баскетболістка та тренер. Вона грала за «Колорадо Експлозіон» і «Портленд Пауер» Американської баскетбольної ліги (ABL) і «Портленд Фаєр» і «Сан-Антоніо Сілвер Старз» Жіночої національної баскетбольної асоціації (WNBA). Вона була головним жіночим баскетбольним тренером «Огайо Бобкетс» і «Бостон Коледж Іглз». Вона грала в коледж-баскетбол за «North Carolina Tar Heels».

## Інтернет-ресурси
- Sylvia Crawley page on Ohiobobcats.com
- Ohio Bobcats Women's Basketball
- WNBA player profile and statistics
- April 18, 2006 press release on Crawley being named head coach at Ohio University
- April 29, 2008 press release on Sylvia Crawley being named head women's basketball coach at Boston College
- March 15, 2012 Women's Basketball Coach Sylvia Crawley resigns on bceagles.com
- Boston College: Sylvia Crawley Returns to WNBA[недоступне посилання з 01.03.2018]